# Blas Sánchez
Blas Sánchez (* 3. Februar 1943 in Juanacatlán, Jalisco; † 1999) war ein mexikanischer Fußballspieler auf der Position eines Torwarts.

## Leben
Sánchez wurde im Nachwuchsbereich seines Heimatvereins Club Deportivo Juanacatlán ausgebildet. Im Alter von 15 Jahren ging er in die benachbarte Großstadt Guadalajara, um in einer Fabrik zu arbeiten, die sich in unmittelbarer Nähe des Trainingsgeländes vom Erstligisten Atlas FC befand. Die räumliche Nähe zu seinem Arbeitgeber inspirierte ihn zu einem Probetraining. Zwar hatte der Atlas FC keine Verwendung für ihn, empfahl ihn aber dem Zweitligisten Salamanca FC, der ihm einen Vertrag anbot. Nachdem dieser Verein sich zum Ende der Saison 1960/61 vorübergehend aus der zweiten Liga zurückgezogen hatte, gelang Sánchez aufgrund seiner überzeugenden Leistungen der Wechsel zum CD Irapuato, der zu jener Zeit in der höchsten Spielklasse vertreten war. Bei den Freseros kam Sánchez in der Saison 1961/62 im Alter von 18 Jahren zu seinem ersten Einsatz in der mexikanischen Primera División. 
Nach 7 Jahren beim CD Irapuato unterschrieb Sánchez 1968 beim Aufsteiger CF Laguna, bei dem er bis 1972 blieb, Anschließend wechselte er zum Hauptstadtverein UNAM Pumas.
Seine letzten bekannten Station waren die Los Angeles Aztecs und San Antonio Thunder, bei denen er Mitte der 1970er-Jahre unter Vertrag stand, während er den Angaben der Hauptquelle zufolge (siehe Weblinks) seine Profikarriere erst im Alter von 35 Jahren (und somit 1978) beendet hatte. Als Amateur kehrte er zu seinem Heimatverein CD Juanacatlán zurück, in dessen Reservemannschaft er zeitweise das Tor hütete und die er auch trainierte.
Blas Sánchez starb 1999 bei einem Autounfall und postum wurde das Sportgelände seiner Heimatgemeinde Juanacatlán nach ihm benannt.